# Gumaro

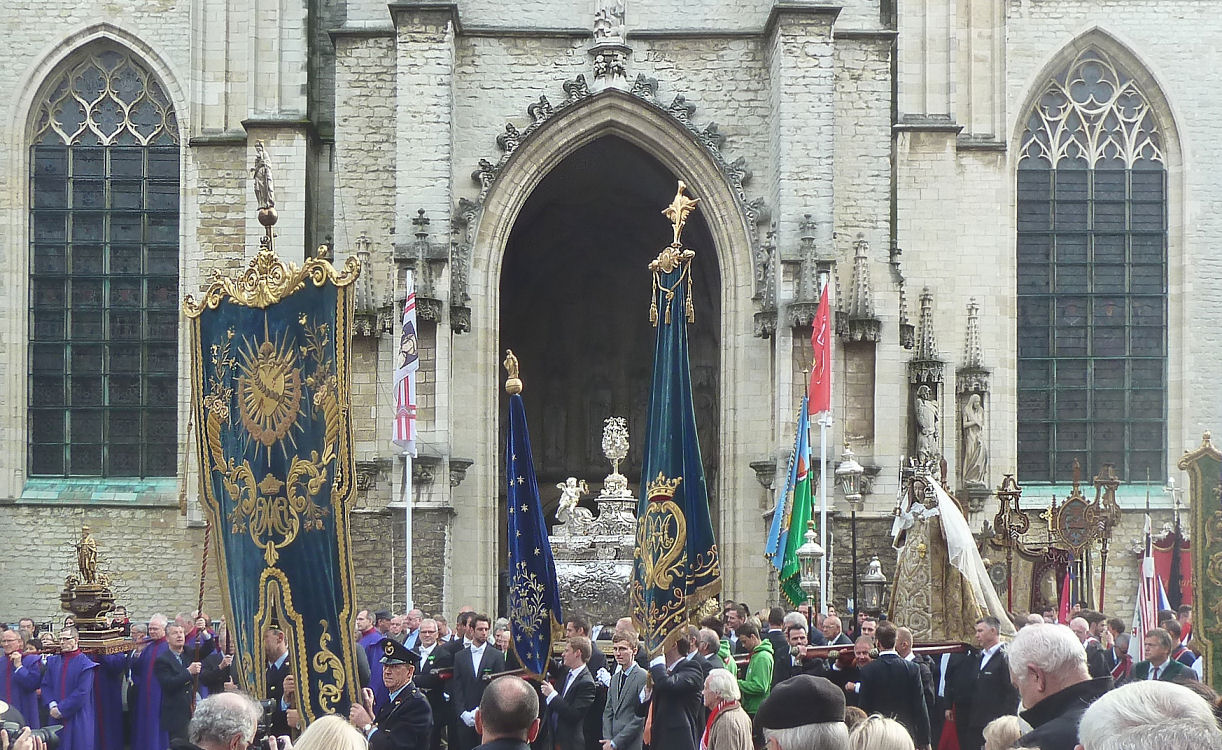
Procesión de San Gumaro.

Gumaro o Gomaro, Gumaro de Lier o Gumaro de Lierre, Gummario o Gunmaro, Gomarius o Gomario, Gummarus, Gommaire, Gommaar o Gommer (717-774), es un santo católico. Su festividad se celebra el 11 de octubre. Es patrón de los leñadores y de la ciudad belga de Lier.
Fue un noble franco al servicio de Pipino el Breve, hijo del señor de Emblechen o Emblem (Brabante, actualmente en el distrito de Amberes, Bélgica). Tras destacar en su servicio en la corte, luchó ocho años en las campañas de Lombardía, Sajonia y Aquitania.
Se casó con Guimaria, Guinmarie o Guinimaria, una mujer noble pero de muy mal carácter, de la que se separó para vivir como ermitaño. La tradición recoge que junto con san Rumoldo de Malinas fundó la abadía de Lier, en un lugar entonces llamado Nivedonck, cerca de Emblem, que se convirtió en centro de peregrinaciones.
El matrimonio de Gumaro y Guimaria no tuvo hijos. El marido, tras volver de la guerra, había intentado sin éxito cambiar el comportamiento de su esposa, que oprimía a sus siervos. Como ejemplo de su mal trato, se dice que negaba la cerveza a los segadores; mientras que Gumaro procuraba contentarles.
En la versión hagiográfica, el episodio es un verdadero milagro: a lo que se niega Guimaria es a darles ni siquiera agua para que no pararan de trabajar; lo que remedió Gumaro clavando su bastón en el suelo y haciendo brotar un manantial de agua y después quedó aquella fuente por memoria y testimonio de la santidad de Gumaro. La mujer, como castigo, enfermó de fiebre y cuanta más agua bebía más se abrasaba, y conociendo su pecado, y que era castigo de Dios, y viendo la muerte al ojo, envió suplicar a San Gumaro... Hizo la señal de la cruz sobre ella, y diola de su mano a beber, y luego quedó sana. Otro milagro que se le refiere es la extracción de una serpiente del cuerpo de un niño, hijo de una segadora, también en tiempo de cosecha.
Tras la muerte de Gumaro, otros milagros se atribuyeron a su intercesión (la curación de un sordo, servidor de la abadía, y la truculenta muerte de dos capitanes normandos que la saquearon -Reolfo y Reginatio-).
La virgen Vurachilde refirió que el espíritu del santo se le había aparecido poco después de su muerte, reclamando que su cuerpo debía ser trasladado desde Emblem, donde le habían sepultado, a la abadía por él fundada. Se depositó su cuerpo en una barca sin remos, y ella sola navegó hasta el lugar referido. La fundación de aquella abadía también cuenta en su origen un milagro: Gumaro había decidido peregrinar a Roma, y en la primera etapa de su proyectado camino montó su tienda cortando un árbol. El dueño del árbol le vino a protestar. Gumaro ató el árbol cortado con su cíngulo y pasó la noche en oración ante él. Al día siguiente, el árbol había arraigado de nuevo. El dueño del árbol, en vista del milagro, donó todas sus tierras y bienes a Gumaro. Un ángel se le apareció y le ordenó desistir del viaje a Roma y quedarse en ese lugar como ermitaño, fundando una iglesia con la advocación de San Pedro.
La Iglesia de San Gumaro (Sint-Gummaruskerk) es la iglesia principal de Lier, con categoría de colegiata, de estilo gótico-brabantino o flamígero (siglos XIV-XVI).
En su honor hay una cerveza Sint Gummarus, especialidad cervecera de Lier.